# Marmosa macrotarsus
Marmosa macrotarsus is een zoogdier uit de familie van de Opossums (Didelphidae). De wetenschappelijke naam van de soort werd voor het eerst geldig gepubliceerd door Wagner in 1842. De soort was lange tijd bekend als Marmosa quichua, maar uit onderzoek is gebleken dat Marmosa macrotarsus de geldige naam van dit taxon is.

## Voorkomen
De soort komt voor in het Amazonegebied van Bolivia, Brazilië en Peru, ten zuiden van de Amazone-rivier en ten westen van de Tapajós.